# Axinopalpus demissus
Axinopalpus demissus är en skalbaggsart som beskrevs av Thomas Casey. Axinopalpus demissus ingår i släktet Axinopalpus och familjen jordlöpare. Inga underarter finns listade i Catalogue of Life.